# 三菱UFJフィナンシャル・グループ
株式会社三菱UFJフィナンシャル・グループ（みつびしユーエフジェイフィナンシャル・グループ、英: Mitsubishi UFJ Financial Group, Inc.）は、メガバンクの三菱UFJ銀行などを傘下に置く三菱グループの金融持株会社。東京都千代田区丸の内に本社（2025年現在は、三菱UFJ信託銀行本店ビルに設置される仮本社）を置く。
東証プライム市場およびニューヨーク証券取引所（NYSE）上場企業。略称はMUFGで、上場銘柄としての略称は「三菱UFJ」を用いている。日経平均株価および読売株価指数、TOPIX Core30、JPX日経インデックス400の構成銘柄の一つ。
『UFJ』は『United Financial of Japan』の略である。つまり、株式会社三菱UFJフィナンシャル・グループの社名には、『フィナンシャル』が2つ含まれている。

## 概要

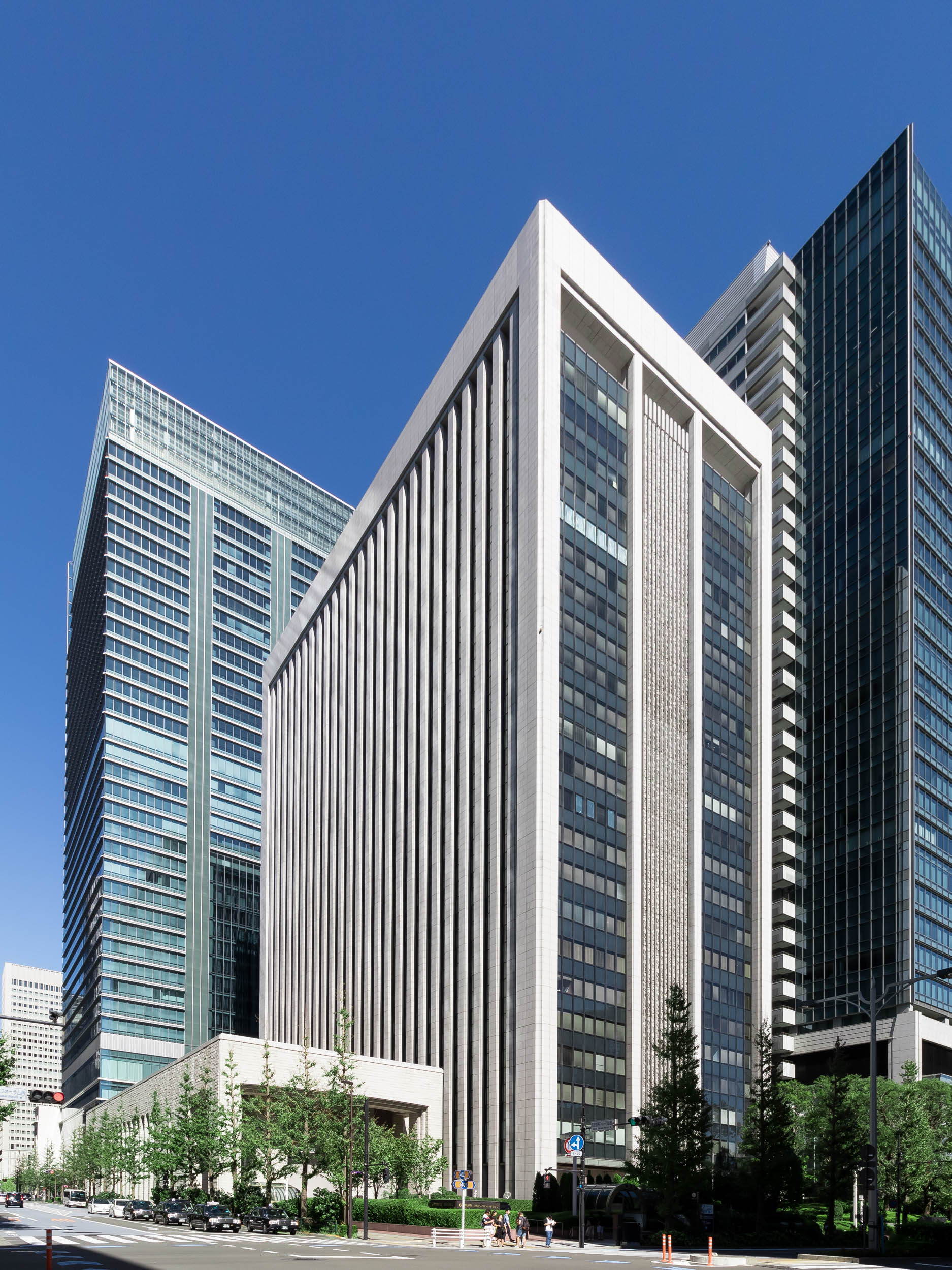
旧本社の三菱UFJ銀行旧本店ビル

2005年10月1日、三菱グループの三菱東京フィナンシャル・グループ（三菱東京FG）とUFJグループのUFJホールディングス（UFJHD）が合併して誕生した。資産規模は約386兆円で、世界最大級の金融グループである。
三菱UFJ銀行の前身の旧三菱銀行、旧三和銀行、旧東海銀行はそれぞれ首都圏・京阪神・中京圏の三大都市圏を地盤としている。外国為替専門銀行であった旧東京銀行の流れを汲み、国際業務でも優位性をもつ。また国外ではタイのアユタヤ銀行を傘下に置き、米国の大手証券会社であるモルガン・スタンレーの筆頭株主でもあるなど、積極的な海外進出も特徴的である。なお、かつては米国西海岸の大手地方銀行であるユニオン・バンクも子会社としていたが、2022年12月に売却した。
2015年3月期決算では、国内銀行グループにおいて初の純利益が1兆円を超えた。また同6月25日付で委員会設置会社に移行した。
コーポレートカラーは「MUFGレッド」。グループスローガン（ブランドパーパス、企業の目的意識）は「世界が進むチカラになる。」である。

## 歴史

### 発足の経緯
三菱東京FGとUFJHDが経営統合に至った背景としては、UFJ側、特にUFJ銀行の不良債権が膨張し、健全な経営姿勢が困難になったことが挙げられる。そこでUFJHDは、傘下のUFJ信託銀行を一旦2004年6月に、住友信託銀行（住信）に売却する方針を発表したが、2004年7月にUFJHDは一転して三菱東京FGとの経営統合の方針を明らかにした。
これに対し、住信は東京地裁に三菱東京FGとUFJHDの統合を禁止する仮処分を請求した。2006年2月13日、東京地裁は住信の請求を認めた（東京地裁民7判平18年2月13日判事第1928号3頁）。しかし同年8月11日、東京高裁はUFJHDの抗告を認め、住信の申請を斥けた。これにより翌12日、三菱東京FGとUFJHDは経営統合に関する基本合意を発表した。住信は8月11日に特別抗告を行ったが8月30日、最高裁は東京高裁の決定は妥当として、特別抗告を斥ける決定をした（最決平16年8月30日民集58巻6号1763頁）。住信はUFJHDへの損害賠償請求に切り替えて控訴したが、2006年11月20日に和解が成立した（東京高裁の提案により、UFJHDが住信に対し25億円の和解金を支払う）。
2005年2月18日、同年10月1日付で三菱東京FGとUFJHDの合併が決定し、グループの名称を「三菱UFJフィナンシャル・グループ」とすること、合併に際しUFJHD1株に対し三菱東京FG0.62株を割り当てることが正式に発表された。グループ企業も、一部を除いて旧三菱東京FG側を吸収合併存続会社とし持株会社と同一期日に合併する方針が採られたが、普通銀行の東京三菱銀行とUFJ銀行については合併に伴う大規模なシステム障害を懸念する金融庁の勧告を受けて、ネット証券のMeネット証券とカブドットコム証券の合併についてはカブドットコム証券が株式を上場したばかりで対処が遅れたため、共に2006年1月1日に変更された。リースとカード・信販はそれぞれ2007年4月1日に合併し、消費者金融であるモビットの改編も進められた。

### 年表
参照：
- 2005年10月1日 - 三菱東京フィナンシャル・グループとUFJホールディングスが合併、株式会社三菱UFJフィナンシャル・グループ（MUFG）が発足[広報 4]。MUFGの普通株式を、名証第一部市場に新規上場。

| ① 三菱信託銀行とUFJ信託銀行の合併により、三菱UFJ信託銀行を設立。 |  | ② 三菱証券とUFJつばさ証券の合併により、初代三菱UFJ証券を設立。 |

- 2006年1月1日 - 連結子会社の東京三菱銀行とUFJ銀行の合併により、三菱東京UFJ銀行を設立[17]。
- 2006年6月 - ロンドン証券取引所より上場廃止。
- 2007年4月1日 - 連結子会社のUFJニコスとDCカードの合併により、三菱UFJニコスを設立[18][19]。
- 2008年8月8日 - 三菱UFJニコスを完全子会社化ののち、一部株式を農林中央金庫に売却[広報 5]。
- 2008年9月22日 - 米国の大手証券会社のMorgan Stanleyと資本提携、同社の普通株式（最大）20.0％を9000億円超で取得[20]。
- 2008年11月4日 - 連結子会社の三菱東京UFJ銀行が、米国カリフォルニア州で大手地銀のUnionBanCal Corporation[注釈 4]の発行済み普通株式のすべてを約35億ドル（約3500億円）で取得[21]。
- 2008年10月22日 - 大手消費者金融のアコムに対するTOBが成立、同社株式40.0％を取得[22][23]。
- 2010年4月1日 -  証券事業の中間持株会社として、三菱UFJ証券ホールディングスを設立（証券業は、2代目三菱UFJ証券として分社化）[広報 6]。
- 2010年5月1日 - MUFGとMorgan Stanleyの日本証券事業を統合[24][25]。

| ① 三菱UFJモルガン・スタンレー証券（旧2代目三菱UFJ証券）が、モルガン・スタンレー証券の投資銀行部門を吸収。 |  | ② 分割後のモルガン・スタンレーMUFG証券（旧モルガン・スタンレー証券）を、MUFGとMorgan Stanleyの共同経営体制に移行。 |

- 2012年12月27日 - 連結子会社の三菱東京UFJ銀行が、ベトナムの国営大手銀行のヴィエティンバンクとの資本業務提携を正式発表。翌2013年中に、三菱東京UFJ銀行はヴィエティンバンクの株式約20.0％を約631億円で取得する[26]。
- 2013年5月29日 - 連結子会社の三菱東京UFJ銀行が翌2014年3月1日をめどに、モビット（後のSMBCモビット）の合弁事業を解消すると発表[広報 7]。

| ① モビットの金融機関向け信用保証事業を、エム・ユー信用保証として分社化。 ② カードローン事業の残ったモビットは、SMBCグループのSMBCコンシューマーファイナンスに売却。 |  | ② エム・ユー信用保証を、三菱東京UFJ銀行とアコムの折半出資による共同経営体制に移行。 |

- 2013年12月18日 - 連結子会社の三菱東京UFJ銀行がTOBにより、タイの大手商業銀行のBank of Ayudhya PCLの株式72.0％を約5360億円で取得[27][28]。
- 2014年7月1日 - 連結子会社の三菱東京UFJ銀行が、米国法人を再編[29]。

| ① UnionBanCal CorporationをMUFG Americas Holdings Corporationに改称のうえ、米国事業を統括する中間持株会社に移行。 |  | ② Union Bank, N.A.はMUFG Union Bank, N.A.に改称のうえ、三菱東京UFJ銀行の米国企業向け融資機能を順次統合。 |

- 2015年6月 - 指名委員会等設置会社に移行。
- 2016年1月14日 - 連結子会社の三菱東京UFJ銀行が、フィリピンの独立系大手商業銀行のSecurity Bank Corporationとの資本業務提携を正式発表。同年中に、三菱東京UFJ銀行はSecurity Bank Corporationの株式20.0％を、約7億8300億ドル（約916億円）で取得する[30]。
- 2017年10月2日 - フィンテック子会社として、Japan Digital Designを設立[31]。
- 2017年10月 - 農林中央金庫より、三菱UFJニコスの保有分全株式を取得[32]。
- 2018年4月1日 - 連結子会社の三菱東京UFJ銀行が、三菱UFJ銀行に行名変更[33]。
- 2018年4月16日 - 連結子会社の三菱UFJ銀行が、三菱UFJ信託銀行の国内外法人向け融資機能を吸収[34]。
- 2019年4月 - 連結子会社の三菱UFJ銀行が、インドネシアの大手商業銀行のPT Bank Danamon Indonesia, Tbk.を買収。
- 2019年4月 - 世界最大のCDNのAkamai Technologies, Inc.と共同で、決済サービスプロバイダのGlobal Open Network Japanを設立[35][36]。
- 2021年4月1日 - 三菱UFJリースが日立グループの日立キャピタルを吸収合併のうえ、三菱HCキャピタルに商号変更[37][38]。
- 2022年4月 - 東証と名証の市場区分の見直しに伴い、それぞれプライム市場とプレミア市場に移行。
- 2022年12月2日 - 米国法人のUnion Bank, N.A.を、現地最大の地銀のU.S. Bancorpに55億ドル（約7425億円）で売却[39]。その対価として、三菱UFJ銀行がU.S. Bancorpの発行済み株式約3.0％（約2700億円相当）を取得[40]。
- 2023年8月3日 - 連結子会社の三菱UFJ銀行がU.S. Bancorpに約9億3600万ドル（約1300億円）を追加出資、同社株式の持ち株比率を4.39%に引上げ[41]。
- 2024年4月 - 連結子会社の三菱UFJ信託銀行から、三菱UFJアセットマネジメント[注釈 5]の全株式を取得[42]。
- 2025年1月 - auじぶん銀行（旧じぶん銀行）の保有分全株式を、KDDIグループのauフィナンシャルホールディングスに売却[43]。その対価として、三菱UFJ銀行が三菱UFJ eスマート証券（旧auカブドットコム証券）の全株式を取得[44][45]。

## 歴代社長
| 代 | 氏名     | 在任期間               | 出身校                                              |
| -- | -------- | ---------------------- | --------------------------------------------------- |
| 1  | 畔柳信雄 | 2005年10月 - 2010年4月 | 東京大学経済学部                                    |
| 2  | 永易克典 | 2010年4月 - 2013年4月  | 東京大学法学部 慶應義塾大学大学院経営管理研究科     |
| 3  | 平野信行 | 2013年4月 - 2019年4月  | 京都大学法学部                                      |
| 4  | 三毛兼承 | 2019年4月 - 2020年4月  | 慶應義塾大学経済学部 ペンシルベニア大学ウォートン校 |
| 5  | 亀澤宏規 | 2020年4月 - 現職       | 東京大学大学院理学系研究科                          |

## 主なグループ企業

### 三菱UFJ銀行
株式会社三菱UFJ銀行（三菱UFJフィナンシャル・グループ 100.0%）- 三大メガバンクの一角を占める大手都市銀行
【日本】
| - 株式会社東京クレジットサービス（三菱UFJ銀行 49.5%）- クレジットカードサービス - 三菱UFJファクター株式会社（三菱UFJ銀行 100.0％）- 収納代行サービス - エム・ユー・フロンティア債権回収株式会社（三菱UFJ銀行 96.5%）- サービサー - 株式会社BusinessTech（三菱UFJ銀行 51.0%）- AIやクラウドを用いたビジネスコンサルタント - 株式会社ジャックス（三菱UFJ銀行 20.4%）- 大手クレジットカードサービス |  | - 株式会社カンム（三菱UFJ銀行 68.9%）- プリペイドカードサービス - 三菱UFJリサーチ&コンサルティング株式会社（三菱UFJ銀行 47.0%）- 総合シンクタンク - 三菱UFJウェルスアドバイザーズ株式会社（三菱UFJ銀行 47.3%）- 資産・事業承継のコンサルタント - 三菱UFJ eスマート証券株式会社（三菱UFJ銀行 100.0%）- オンライン証券 - 東銀リース株式会社（三菱UFJ銀行 37.3％）- リース業 - 日本住宅無尽株式会社（三菱UFJ銀行 43.9%）- 無尽会社 |

【アジア】
| - 三菱日聯銀行（中国）有限公司（三菱UFJ銀行 100.0％）- 中国の商業銀行 - PT Bank Danamon Indonesia, Tbk.（三菱UFJ銀行 92.5％）- インドネシアの大手銀行 |  | - Bank of Ayudhya PCL（三菱UFJ銀行 76.9%）- タイの大手商業銀行 - MUFG Bank (Malaysia) Berhad（MUB 100.0%）- マレーシアの銀行業 |

【米州】
| - MUFG Americas Holdings Corporation（三菱UFJ銀行 95.3％、三菱UFJフィナンシャル・グループ 4.7%）- 中間持株会社 - Intrepid Investment Bankers LLC（MUFG Americas HD 100.0%）- 米国の証券業 |  | - MUFG Bank Mexico, S.A.（三菱UFJ銀行 100.0%）- メキシコの銀行業 - Banco MUFG Brasil S.A.（三菱UFJ銀行 99.8%）- ブラジルの銀行業 |

【欧州】
| - AO MUFG Bank (Eurasia)（三菱UFJ銀行 100.0%）- ロシアの銀行業 - MUFG Bank Turkey Anonim Sirketi（三菱UFJ銀行 100.0％）- トルコの銀行業 |  | - MUFG Bank (Europe) N.V.（三菱UFJ銀行 100.0％）- オランダの銀行業 |

### 三菱UFJ信託銀行
三菱UFJ信託銀行株式会社（三菱UFJフィナンシャル・グループ 100.0％）- 三大信託銀行の一角を占める大手信託銀行
- 日本マスタートラスト信託銀行株式会社（三菱UFJ信託銀行 46.5%、日本生命保険 33.5%）- 資産管理専門の信託銀行

【不動産】
| - エム・ユー・トラスト総合管理株式会社（三菱UFJ信託銀行 100.0％）- 総合プロパティマネジメント業務等 - 三菱UFJ不動産販売株式会社（三菱UFJ信託銀行 100.0％）- 法人向け総合不動産流通業 |  | - 三菱UFJ不動産投資顧問株式会社（三菱UFJ信託銀行 100.0％）- 私募リート「MUFGプライベートリート投資法人」の資産運用等 |

【証券関連】
| - 日本シェアホルダーサービス株式会社（三菱UFJ信託銀行 100.0％）- 大手SR・IR支援サービス - HRガバナンス・リーダーズ株式会社（三菱UFJ信託銀行 100.0%）- コーポレート・ガバナンス関連のコンサルファーム |  | - 三菱UFJ代行ビジネス株式会社（三菱UFJ信託銀行 100.0％）- 証券事務代行 - 三菱UFJオルタナティブインベストメンツ株式会社（三菱UFJ信託銀行 100.0％）- 機関投資家向けオルタナティブ運用商品の販売等 |

【コーポレート】
| - 三菱UFJトラストビジネス株式会社（三菱UFJ信託銀行 100.0％）- 事務代行 - エム・ユー・トラスト・アップルプランニング株式会社（三菱UFJ信託銀行 100.0％）- 研修等の受託業務 |  | - 三菱UFJトラストシステム株式会社（三菱UFJ信託銀行 100.0％）- 金融系Sler - 菱信データ株式会社（三菱UFJ信託銀行 100.0%）- 特例子会社（データ入力業務、データ作成業務） |

【シンクタンク】
- 株式会社三菱UFJトラスト投資工学研究所（三菱UFJ信託銀行 100.0％）- 資産運用モデル、リスク管理モデルの研究開発

【欧州】
| - Mitsubishi UFJ Trust International Ltd（三菱UFJ信託銀行 100.0％）- 英国を中心とした証券業務 - Mitsubishi UFJ Investor Services & Banking (Luxembourg) S.A.（三菱UFJ信託銀行 100.0％）- グローバルカストディアン - Mitsubishi UFJ Asset Management (UK) Ltd.（三菱UFJ信託銀行 100.0％）- 英国での投資運用業務 |  | - Mitsubishi UFJ Baillie Gifford Asset Management Limited（三菱UFJ信託銀行 51.0%、Baillie Gifford & Co 49.0%）- 英国での投資顧問業務 - MUFG Lux Management Company S.A.（三菱UFJ信託銀行 100.0%）- 投資信託の管理等 |

### 三菱UFJ証券ホールディングス
三菱UFJ証券ホールディングス株式会社（MUFG 100.0％）- 中間持株会社
【APAC】
| - 三菱UFJモルガン・スタンレー証券株式会社（三菱UFJ証券HD 60.0％、Morgan Stanley 40.0%）- 大手証券会社 - MUFGモルガン・スタンレー・クレジットソリューションズ株式会社（三菱UFJモルガン・スタンレー証券 100.0%）- 法人向けオルタナティブ運用商品の販売等 - MUSビジネスサービス株式会社（三菱UFJ証券HD 100.0%）- 証券バックオフィス業務 |  | - モルガン・スタンレーMUFG証券株式会社（三菱UFJ証券HD 49.0％、Morgan Stanley 51.0%）- ホールセール専業の証券会社 - MUS情報システム株式会社（三菱UFJ証券HD 100.0%）- 証券系Sler - MUFG Securities Asia Ltd（三菱UFJ証券HD 100.0%）- APACの証券業 |

【北米・欧州】
- MUFG Securities EMEA plc（三菱UFJ証券HD 100.0%）- EMEAの証券業
  - MUFG Securities (Europe) N.V.（MUFG Securities EMEA 100.0％）- 欧州の証券業
- MUFG Securities (Canada), Ltd.（三菱UFJ証券HD 100.0%）- カナダの証券業

### 三菱UFJニコス
三菱UFJニコス株式会社（三菱UFJフィナンシャル・グループ 100.0％）- 三大クレジットカードの一角を占める大手クレジットカードサービス
| - 菱信ディーシーカード株式会社（三菱UFJニコス 100.0%）- 三菱UFJニコスのFC業務 - JAカード株式会社（三菱UFJニコス 51.0%、JAバンク 49.0%）- 決済代行サービス - 株式会社JALカード（日本航空、MUBとの共同出資）- クレジットカードサービス |  | - 株式会社ペイジェント（三菱UFJニコス 50.0%、NTTデータ 50.0%）- 決済代行サービス - 株式会社ジェイエムエス（JCB、UCカードとの共同出資）- 決済代行サービス |

### アコム
アコム株式会社【東証スタンダード・8572】（三菱UFJフィナンシャル・グループ 37.6%、三菱UFJ信託銀行 2.0％）- 大手消費者金融
【日本】
| - GeNiE株式会社（アコム 100.0%）- エンベデッド・ファイナンス事業 - アイ・アール債権回収株式会社（アコム 100.0%）- サービサー |  | - エム・ユー信用保証株式会社（アコム 100.0%）- 信用保証事 - エム・ユー・コミュニケーションズ株式会社（アコム 23.2%）- コールセンターの受託業務、人材派遣等 |

【東南アジア】
| - Easy Buy PCL（アコム 71.0%）- タイの個別信用購入あっせん事業 - ACOM (M) Sdn. Bhd.（アコム 100.0%）- マレーシアの無担保ローン事業 |  | - ACOM Consumer Finance Corporation（アコム 80.0%）- フィリピンの無担保ローン事業 |

### 三菱HCキャピタル
三菱HCキャピタル株式会社【東証プライム・8593、OTC市場・MIUFY】（三菱商事 18.4%、三菱UFJフィナンシャル・グループ 14.5%、三菱UFJ銀行 3.5%）- 旧三菱UFJリースの流れをくむ日本最大の総合リース業

### 関連団体
| - 公益財団法人三菱UFJ信託奨学財団 - 公益財団法人三菱UFJ信託芸術文化財団 - 公益財団法人三菱経済研究所 - 公益財団法人三菱養和会 |  | - 公益財団法人三菱UFJ信託地域文化財団 - 公益財団法人三菱UFJ国際財団 - 公益財団法人三菱財団 |

## グループ内のシステム会社
| 会社名                                | 創業年 | 主な顧客        | 得意分野                           | グループ外取引 |
| ------------------------------------- | ------ | --------------- | ---------------------------------- | -------------- |
| 三菱総研DCS                           | 1970年 | 官民企業、MUFG  | 公共系・金融・医療                 | 多い           |
| 三菱UFJインフォメーションテクノロジー | 1988年 | 三菱UFJ銀行     | 銀行システム（勘定系・情報系）     | ほぼ無し       |
| 三菱UFJトラストシステム               | 1984年 | 三菱UFJ信託銀行 | 信託システム（信託・年金・不動産） | ほぼ無し       |

## 親密銀行

### かつての親密企業
- アプラス（旧三和系の信販会社。後にSBI新生銀行（旧新生銀行）の傘下）
- プロミス（現・SMBCコンシューマーファイナンス）（旧三和系の消費者金融会社。後に三井住友フィナンシャルグループの傘下）
- モビット（現・三井住友カード）（旧三和系の消費者金融会社。後に三井住友フィナンシャルグループの傘下）
- セントラルファイナンス（現・三井住友カード）（旧東海系の信販会社。後に三井住友フィナンシャルグループ系列のSMFGカード&クレジットと三井物産の傘下）
- 東海東京証券（法人格としては、現・東海東京フィナンシャル・ホールディングス）（旧東海系の証券会社。後に三井住友海上火災保険の傘下）
- ユナイテッド・カリフォルニア銀行（BNPパリバに営業譲渡）
- ユニオン・バンク（Union Bank/三菱UFJ銀行子会社のユニオンバンカル傘下からU.S.バンコープに売却）[10]

## 主要大口取引先

### 製造業
三菱電機、三菱ケミカルグループ、三菱マテリアル、三菱重工業、三菱自動車工業、小岩井乳業、ニコン、日立製作所、帝人、神戸製鋼所、カナデビア、コスモエネルギーホールディングス、UBE、近畿車輛、TOYO TIRE、トヨタ自動車、豊田自動織機、ヤンマー

### 商業
三菱商事、兼松、双日、豊田通商、三菱食品、明治屋、高島屋、大丸松坂屋百貨店、阪急阪神百貨店

### 運輸
東日本旅客鉄道、小田急電鉄、東急電鉄、京成電鉄、南海電気鉄道、京阪電気鉄道、近畿日本鉄道、阪急電鉄、名古屋鉄道

### 情報・通信
東海テレビ放送、中部日本放送、毎日放送、関西テレビ放送

### 地方自治体
愛知県、名古屋市、犬山市、豊田市、武蔵野市、府中市、多摩市、京都市、大阪市、豊中市、堺市、明石市

## 出資など
2008年10月13日、モルガン・スタンレーに90億ドル（当時の日本円で約9000億円）の出資をし発行済み株式の21%を取得した。9月29日に普通株で30億ドル、優先株で60億ドルを出資することで一旦合意をしたが、10月10日にモルガン・スタンレーの株価が急落し、当初の合意通りではMUFG側に多額の損失が生じる可能性があったため、再検討の結果全額優先株となった。
その後モルガン・スタンレー側が段階的に公募増資を発表したため、それに応じる形で優先株の一部償還・普通株の取得を行っているが、引き続き議決権の20%超を維持し続けている。また三菱UFJ証券とモルガン・スタンレー証券（日本法人）の統合、モルガン・スタンレーへの取締役の派遣など、徐々に具体的な協業体制の構築が始まりつつある。

## 有価証券報告書の株主総会前の開示
有価証券報告書の株主総会前の開示は、日本の企業統治改革が進むなか、ほぼ唯一、手つかずで残る問題であり、EY新日本有限責任監査法人の調査では、有価証券報告書を株主総会前に開示する3月期企業は、2023年3月期決算の上場企業2325社のうち、8割以上が有報を定時株主総会と同じ日か翌日に提出しており、総会前に提出したのは33社、全体の1.4%にとどまる中、三菱UFJフィナンシャル・グループ（MUFG）は2022年3月期から有価証券報告書を定時株主総会前に開示している。

## ブランディング

MUFGシンボルマークとMUFGグローバルロゴタイプ

ブランディングは日本デザインセンターの永井一正が手がけた。シンボルマークは円形を重ね合わせることで、「グループの総力を結集して生み出す新しい総合金融サービス」と「お客さまと一体感のある親しみやすいサービス」を表している。
シンボルマークにも使用されている三菱UFJフィナンシャル・グループのコーポレートカラーは「MUFGレッド」で、「常に最高レベルのサービスを追求し、これからの金融サービスをダイナミックに変えていく活力と、お客さまとの結びつきを大切に、お客さま一人ひとりに向き合っていく情熱」を表している。また「MUFGグローバルロゴタイプ」に使用している「MUFGグレー」は、「真に頼りがいのある総合金融グループとしての信頼感」を表している。
永井によれば、MUFG発足時に電通、ランドーアソシエイツ、博報堂のコンペから博報堂が採用され、博報堂が永井とアイヴァン・チャマイエフの2人にデザイン案を出させた。永井とチャマイエフは6案ずつ、計12のデザインを提案したが、三菱UFJフィナンシャル・グループ初代社長の畔柳信雄が即決で永井が提案した現行案にしたという。
2015年にロゴマークが微修正され、「MUFG」ロゴのフォントが「MTFG」のロゴに近いものになった。